# Yvonne Zagermann
Yvonne Zagermann ist eine deutsche Journalistin und Reisebloggerin.

## Leben
Yvonne Zagermann studierte von 1998 bis 2006 Soziologie im Hauptfach an der Eberhard Karls Universität Tübingen. Danach war sie für News & Pictures Fernsehen in Mainz tätig. Von 2005 bis 2007 war sie leitende Redakteurin für Klarner Medien in Eningen. Von 2007 bis 2010 war sie Senior-Redakteurin bei der Euvia Travel GmbH in Ludwigsburg.
Sie betreibt seit 2010 den bilingualen Reiseblog justtravelous.com, für den sie den Best Foreign Language Travel Bloggy Award 2011 und den Best Newcomer Travel Bloggy Award 2011 erhielt. Das Netzwerk ebuzzing.de rankt ihren Blog an 6. Position. International gehört justtravelous.com zu den Top 100 Reiseblogs. Seit 2010 ist sie als Reisebloggerin und freie Redakteurin u. a. bei Sonnenklar.TV und ProSieben tätig. 2012 wurde sie für die Reportage red!@the city Berlin mit dem Columbus TV-Preis der Vereinigung Deutscher Reisejournalisten ausgezeichnet.

## Auszeichnungen
- Best Newcomer und Best Foreign Language Blog – Travel Bloggy Awards 2011 (Travel Bloggers Unite)[6]
- Bester deutscher Video Reise Blog 2012 (HostelBookers)[7]
- Bester deutscher Tourismus Blog 2012 (Cision)[8]
- Sexiest Travel Blogger 2012 (Nomadik Nation)[9]
- Beste deutsche Reisebloggerin 2013 (Skyscanner)[10]
- Beste internationale Reisebloggerin 2013 (Skyscanner)[11]